# Unterseeboot 185
L'Unterseeboot 185 (ou U-185) est un sous-marin allemand (U-Boot) de type IX.C/40 utilisé par la Kriegsmarine pendant la Seconde Guerre mondiale.

## Historique
Mis en service le 13 juin 1942, l'Unterseeboot 185 reçoit sa formation à Stettin en Poméranie (Prusse) au sein de la 4. Unterseebootsflottille jusqu'au 31 octobre 1942, il est affecté à une formation de combat à Lorient dans la 10. Unterseebootsflottille.
Il quitte le port de Kiel pour sa première patrouille le 27 octobre 1942 sous les ordres du Kapitänleutnant August Maus. Après 67 jours en mer et un succès d'un navire marchand coulé de 5 476 tonneaux, l'U-183 rejoint la base sous-marine de Lorient qu'il atteint le 1er janvier 1943.
L'Unterseeboot 185 a effectué trois patrouilles dans lesquelles il a coulé neuf navires marchands pour un total de 62 761 tonneaux et endommagé un navire marchand de 6 840 tonneaux au cours de ses 229 jours en mer.
Sa troisième patrouille part de la base sous-marine de Bordeaux le 9 juin 1943 toujours sous les ordres du Kapitänleutnant August Maus. Après 77 jours en mer et un palmarès de cinq navires marchands coulés pour un total de 43 621 tonneaux, l'U-185 est coulé à son tour le 24 août 1943 dans l'Atlantique nord à la position géographique de 27° 00′ N, 37° 06′ O par des charges de profondeur tirées de trois avions TBF Avenger et F4F Wildcat du porte-avions d'escorte américain USS Core.

Il transporte, au moment de l'attaque, une partie des rescapés du naufrage de l'U-604.

Cette attaque fait 29 morts parmi les membres d'équipage de l'U-185 et 14 morts de l'U-604. Elle laisse 22 survivants.

## Affectations successives
- 4. Unterseebootsflottille du 13 juin au 31 octobre 1942 (entrainement)
- 10. Unterseebootsflottille du 1er novembre 1942 au 24 août 1943 (service actif)

## Commandement
- Kapitänleutnant August Maus du 13 juin 1942 au 24 août 1943

## Patrouilles
|       | Commandant         | Départ          | Départ   | Arrivée          | Arrivée  | Jours     | Succès   |
| ----- | ------------------ | --------------- | -------- | ---------------- | -------- | --------- | -------- |
| 1     | Kptlt. August Maus | 27 octobre 1942 | Kiel     | 1er janvier 1943 | Lorient  | 67 jours  | 5 476    |
| 2     | Kptlt. August Maus | 8 février 1943  | Lorient  | 1er mai 1943     | Bordeaux | 857 jours | 20 504   |
| 3     | Kptlt. August Maus | 9 juin 1943     | Bordeaux | 24 août 1943     | Coulé    | 77 jours  | 43 621   |
| Total | Total              | Total           | Total    | Total            | Total    | 229 jours | 69 601 t |

Note : Kptlt. = Kapitänleutnant
Nota : Les noms de commandants sans indication de grade signifie que leur grade n'est pas connu avec certitude à notre époque (2013) à la date de la prise de commandement

### Opérations Wolfpack
L'U-185 a opéré avec les Wolfpacks (meute de loups) durant sa carrière opérationnelle :
1. Westwall (8 novembre 1942 - 16 décembre 1942)

## Navires coulés
L'Unterseeboot 185 a coulé neuf navires marchands pour un total de 62 761 tonneaux et endommagé un navire marchand de 6 840 tonneaux au cours des trois patrouilles (229 jours en mer) qu'il effectua.
| Date            | Nom                    | Nationalité     | Tonnage (GRT) | Fait  |
| --------------- | ---------------------- | --------------- | ------------- | ----- |
| 7 décembre 1942 | Peter Mærsk            | Grande-Bretagne | 5 476         | Coulé |
| 10 mars 1943    | Virginia Sinclair      | USA             | 6 151         | Coulé |
| 10 mars 1943    | James Sprunt           | USA             | 7 177         | Coulé |
| 6 avril 1943    | John Sevier            | USA             | 7 176         | Coulé |
| 9 avril 1943    | James Robertson        | USA             | 7 176         | Coulé |
| 7 juillet 1943  | Thomas Sinnickson      | USA             | 7 176         | Coulé |
| 7 juillet 1943  | William Boyce Thompson | USA             | 7 061         | Coulé |
| 7 juillet 1943  | S.B. Hunt              | USA             | 6 840         | Coulé |
| 1er août 1943   | Bagé                   | Brésil          | 8 235         | Coulé |
| 6 août 1943     | Fort Halkett           | Grande-Bretagne | 7 133         | Coulé |